# Alvin Ceccoli
Alvin Ceccoli (sinh ngày 5 tháng 8 năm 1974) là một cầu thủ bóng đá người Úc.

## Đội tuyển bóng đá quốc gia Úc
Alvin Ceccoli thi đấu cho đội tuyển bóng đá quốc gia Úc từ năm 1998 đến 2006.

## Thống kê sự nghiệp
| Đội tuyển bóng đá Úc | Đội tuyển bóng đá Úc | Đội tuyển bóng đá Úc |
| Năm                  | Trận                 | Bàn                  |
| -------------------- | -------------------- | -------------------- |
| 1998                 | 4                    | 1                    |
| 1999                 | 0                    | 0                    |
| 2000                 | 0                    | 0                    |
| 2001                 | 0                    | 0                    |
| 2002                 | 0                    | 0                    |
| 2003                 | 0                    | 0                    |
| 2004                 | 0                    | 0                    |
| 2005                 | 0                    | 0                    |
| 2006                 | 2                    | 0                    |
| Tổng cộng            | 6                    | 1                    |